# Steyrdorf

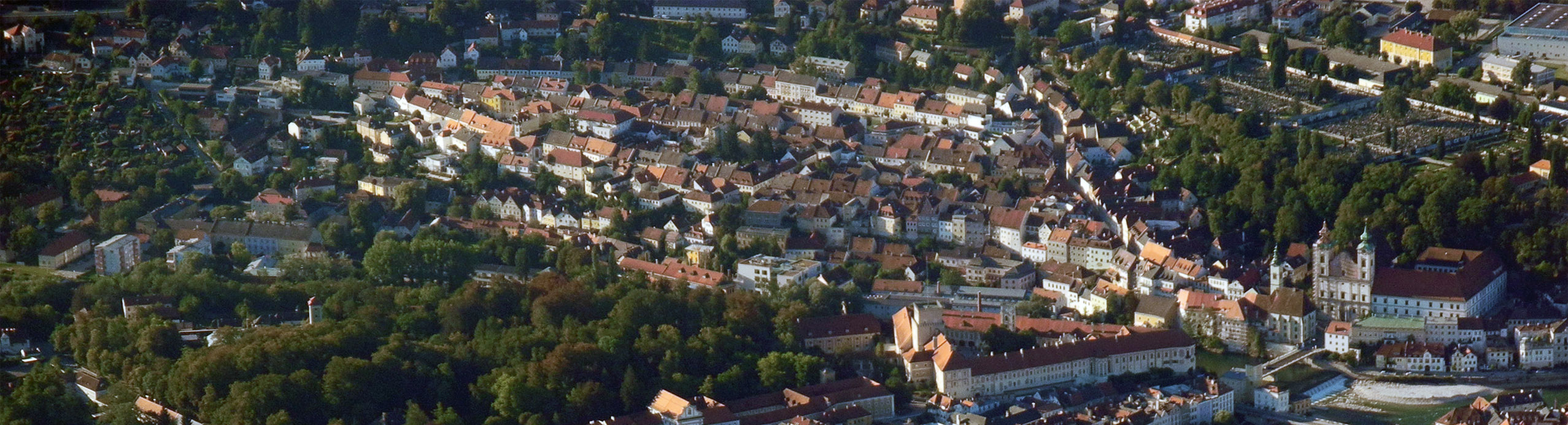
Luftbild Steyrdorfs

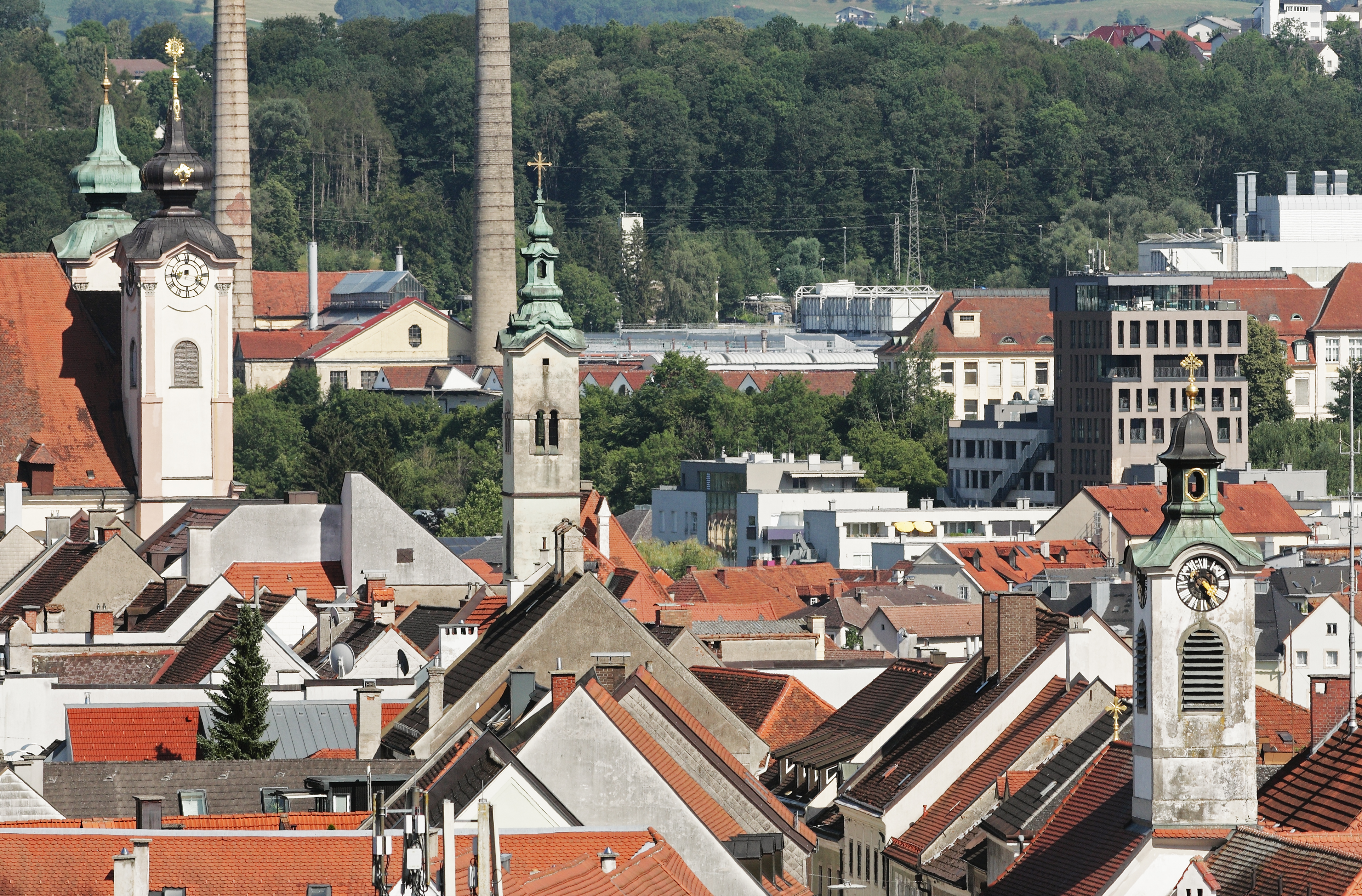
Ansicht mit den Türmen der Michaelerkirche, der ehem. Bürgerspitalkirche und der Bruderhauskirche (von l. n. r.)

Steyrdorf ist ein Stadtteil der oberösterreichischen Stadt Steyr. Bei Steyrdorf handelt es sich um einen historisch, architektonisch und den Denkmalschutz betreffenden Altstadtbereich.

## Geographie und Geschichte
Steyrdorf grenzt an die Stadtteile Innere Stadt, Alter Tabor, Stein, Gründberg, Christkindl und Wehrgraben. Der Kern konzentriert sich auf das Gebiet zwischen Gleinker Gasse und Sierninger Straße. Der größte Platz des Stadtteils ist der Wieserfeldplatz. Dieser war früher Schauplatz eines besonders lebendigen Marktgeschehens. Im Jahr 1909 gab es sogar Pläne, einen Bahnhof für die geplante Verbindungsbahn zwischen St. Florian und Steyr zu errichten. Heute befindet sich auf dem Wieserfeldplatz eine zweigeschoßige Tiefgarage mit Kapazitäten für rund 250 Autos, die in erster Linie als Parkmöglichkeit für die Bewohner gedacht sind. Aus dem ehemaligen Handwerks- und Handelsviertel ist eine Wohngegend geworden. Die zahlreichen Geschäfte und Kleinbetriebe, die im 20. Jahrhundert für diesen Ort typisch waren, gibt es allerdings nur noch in geringer Zahl. Das Besondere an Steyrdorf ist der ungewöhnlich ausgedehnte zusammenhängende Althausbestand, der bis ins Mittelalter zurückreicht.
Die Mariensäule am Wieserfeldplatz wird auch Messererkreuz genannt. Bis 1848 stand dieses bei der Friedhofsstiege neben der Gleinkergasse.

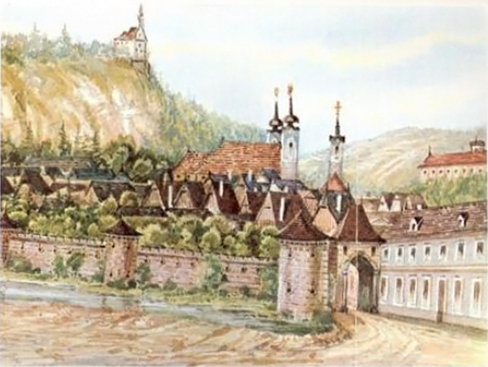
Wieserfeld (1840)
Gleinkergasse beim Wieserfeldplatz während eines Marktes (1904)

## Sehenswürdigkeiten
- Gesamter Altstadtbestand (Kirchengasse, Gleinker Gasse, Sierninger Straße, Mittere Gasse, Wieserfeldplatz, …)
- Pfarrkirche Steyr-St. Michael (Michaelerkirche)
- ehem. Bürgerspital mit Bürgerspitalskirche
- Dunklhof, ein mittelalterlicher Hof mit Arkadengängen aus dem 16. Jahrhundert, der reich verzierte Säulen und mit Maßwerkornamentik geschmückte Eckpfeiler aufweist. Der Dunklhof wurde nach der Lyrikerin Dora Dunkl benannt, die einst dort lebte.
- Roter Brunnen am Ende der Kirchengasse
- Lebzelterhaus, ein Bürgerhaus aus dem 17. Jahrhundert
- Bruderhauskirche aus dem 16. Jahrhundert
- Schnallentor, Teil der ehem. Stadtbefestigung

Haager Konvention
Steyrdorf ist nach der Haager Konvention zum Schutz von Kulturgut bei bewaffneten Konflikten geschützt.